# Sonderpreis Baumarkt
Die FISHBULL Franz Fischer SE & Co. KG ist ein Baumarktbetreiber mit Sitz in Neustadt bei Coburg, der unter der Bezeichnung Sonderpreis Baumarkt insgesamt über 350 Baumarkt-Filialen in Deutschland betreibt. 
Sonderpreis Baumarkt war 2021 mit jährlich rund 20 neuen Filialen eine der am schnellsten wachsenden Einzelhandelsketten in dem Segment „DIY-Markt in Deutschland“ in Deutschland und die Baumarktkette mit den meisten Neueröffnungen pro Jahr. Ca. 170 Filialen werden als selbstständige Franchise-Märkte geführt.

## Geschichte
Das Konzept von Sonderpreis Baumarkt reicht bis ins Jahr 1995 zurück, als die Brüder Franz und Markus Fischer neben der Arbeit in ihrem Schweißerbetrieb mit der Tätigkeit als sogenannte Marktfahrer begannen: Sie verkauften dabei auf verschiedenen Wochenmärkten hauptsächlich Schrauben, Nägel, Muttern und Unterlegscheiben. 1998 eröffneten die Brüder ihren ersten festen Markt in der 100-Seelen-Gemeinde Uckersdorf. Weitere sechs Standorte folgten bis zum Jahr 2004. 
Anfang 2004 entstand durch gemeinsame Überlegungen von Fam. Niehues und den Gebrüdern Fischer der Grundstein für das Konzept „DER SCHWARZE MANN“ – Wanderlager-Verkaufsveranstaltung. Mit dieser Idee wurde die Markttauglichkeit von günstigem Werkzeug und Verbrauchsmaterialien, insbesondere Schrauben und Kleineisen, zwei Jahre im täglichen Marktbetrieb getestet. Aus diesen Erfahrungen entstanden ab 2005 mit Gründung der FISHBULL Franz Fischer Qualitätswerkzeuge GmbH die ersten Sonderpreis Baumärkte.
Bis 2007 eröffneten rund 25 Filialen. 2008 wuchs das Unternehmen bis Jahresende auf insgesamt 45 Märkte und Partnermärkte in Bayern, Thüringen und Sachsen an. 2009 eröffnete die erste Franchise-Filiale in Klipphausen. 2020 wurden 280 eigene und Franchise-Filialen angegeben.
Im Jahr 2014 wurde das Unternehmen Vollmitglied im Deutschen Franchiseverband.
Im September 2024 gliederte die FISHBULL Franz Fischer Qualitätswerkzeuge GmbH ihren gesamten operativen Geschäftsbetrieb in die 100%ige Tochtergesellschaft FISHBULL Franz Fischer SE & Co. KG aus.

## Geschäftsidee und Struktur
Das Konzept der Sonderpreis Baumärkte ist das eines Discounters im Baumarktbereich. Die Märkte des Unternehmens sind jeweils nur zwischen 650 und 1.200 Quadratmeter groß. Mit dem Nahversorgercharakter siedelt sich das Unternehmen mit eigenen sowie selbstständigen Franchise-Märkten in ländlichen Regionen an und übernimmt hier bevorzugt ehemalige Räume des Lebensmitteleinzelhandels. Die Märkte von Sonderpreis Baumarkt bieten das wesentliche Sortiment für die Heim- und Hausrenovierung und den Garten. Das Angebot umfasst ca. 12.000 verschiedene Artikel, zu denen unter anderem Kleineisenwaren, Farben, Malerzubehör, Werkzeuge sowie Produkte aus den Bereichen Auto, Hobby und Haushalt gehören.
Ein großer Schwerpunkt liegt bei den Sonderpreis Baumärkten auf dem Kleineisen- und Schraubensortiment. Hier kann sich der Kunde z. B. aus über 900 verschiedenen Schraubensorten und -Größen seinen genauen Bedarf selbst zusammenmischen. An der Kasse wird dann nach einem einheitlichen Kilopreis abgerechnet.